# 1982 사모아 내셔널 리그
1982 사모아 내셔널 리그는 사모아 내셔널 리그의 네 번째 시즌으로, 알라푸아 FC가 우승을 차지했다.